# Alfred Altenberg
Alfred Altenberg (ur. w 1877 w Warszawie, zm. 8 maja 1924 we Lwowie) – polski księgarz i wydawca.
Pracował we Lwowie. W 1897 roku przejął po ojcu Hermanie (1848-1885), Wydawnictwo Altenberga – wielkie wydawnictwo i księgarnię, w której stworzył bogaty dział sztuki. W wydawnictwie pracował m.in. Jan Parandowski.
Altenberg publikował m.in.:
- ilustrowane wydania dzieł należących do klasyki literatury polskiej, np. Pana Tadeusza Mickiewicza z ilustracjami Andriollego,
- serię Biblioteka Klasyków Polskich,
- prace o sztuce Kazimierza Chłędowskiego i Władysława Łozińskiego,
- cykle reprodukcji dzieł Artura Grottgera,
- album Sztuka Polska, zawierający reprodukcje obrazów wybitnych malarzy polskich,
- zbiorowe wyd. pism Mickiewicza i Słowackiego,
- wydawał tygodnik satyryczny „Szczutek” (wraz z Kazimierzem Grusem i Stanisławem Wasylewskim),
- serię popularnonaukową Wiedza i Życie,
- serię monograficzną Wielcy Pisarze,
- Bibliotekę Utworów Dramatycznych.